# ميرتا غونزاليس سواريز
ميرتا غونزاليس سواريز (بالإنجليزية: Mirta González Suárez)‏ من مواليد 29 سبتمبر 1948. هي عالمة نفسانية وروائية من كوستاريكا. وهي أستاذة فخرية في علم النفس في جامعة كوستاريكا، حيث أجرت بحثًا في دراسات المرأة وعلم النفس السياسي. روايتها الأولى كانت بعنوان Crimen con sonrisa (جريمة مع ابتسامة)، فازت بجائزة أدبية وطنية، جائزة (Aquileo J. Echeverría) في عام 2013.

## الحياة والتعليم
ولدت غونزاليس سواريز في سان خوسيه في كوستاريكا عام 1948. حصلت على درجة الدكتوراه في علم النفس من جامعة مدريد المستقلة عام 1987، مع أطروحة عن التحيز الجنسي في تعليم كوستاريكا. أثناء متابعة دراسات الدكتوراه، حصلت على جائزة فولبرايت، التي استخدمتها لمقارنة التحيز الجنسي في النصوص الأمريكية والكوستاريكية.